# Karl Ehrenbolger
Karl Ehrenbolger (13 de novembro de 1899 - data de morte desconhecida) foi um futebolista suíço, medalhista olímpico.
Karl Ehrenbolger competiu nos Jogos Olímpicos de Verão de 1924, ele ganhou a medalha de prata como membro da Seleção Suíça de Futebol.

## Ligações Externas
- Perfil Olímpico